# Germaine Gardey
 (juillet 2024).
Germaine Gardey, née à Saint-Androny le 21 août 1904 et morte à Paris 12e le 2 mai 1995, est une artiste-peintre française du XXe siècle dont la peinture figurative s'est peu à peu dépouillée pour aller vers une forme d'abstraction.

## Biographie
Germaine Gardey naît le 21 août 1904 à Saint-Androny, commune riveraine de la Gironde. La présence de cet estuaire, l'eau, les marais, la lumière auront une influence sur son œuvre tout au long de sa vie.
1921-1924
Elle étudie aux Beaux-Arts de Bordeaux: le dessin avec Gauthier, la peinture avec Paul Quinsac et la sculpture avec Gaston Veuvenot Leroux.
1924-1928
Elle est admise aux Beaux-Arts de Paris où elle est élève de Louis Roger et de Lucien Simon en peinture, tandis qu'à l'Académie de la Grande Chaumière, elle fréquente l'atelier de peinture d'Othon Friesz et celui de sculpture de Robert Wlérick.
Elle se marie en 1928, et a 3 enfants. Elle meurt à Paris le 2 mai 1995.

## Son œuvre
L'enseignement académique reçu lui donne de solides bases techniques, qui lui permettront une grande liberté d'expression et l'affirmation franche de sa forte personnalité.
Tout sujet l'intéresse, aussi abordera-t-elle aussi bien les marines que les fleurs, les paysages, les portraits, les scènes de genre, les natures mortes...
Sur le motif, Germaine Gardey fait des croquis et utilise la gouache sur papier, le crayon gras
venant appuyer le trait, afin de noter l'essentiel de ce qu'elle observe. En atelier, elle interprète ces impressions reçues sur toile, en peignant à l'huile , au pinceau, au couteau, au ...pouce!
D'une peinture figurative, elle évoluera peu à peu, naturellement, par simplification des sujets, vers une peinture dépouillée, au bord de l'abstraction, où matière et couleurs dominent.

## Expositions, salons, achats officiels
Sa grande imagination créative est sans cesse renouvelée, elle travaille quotidiennement, de sorte qu'elle a une grande production de toiles et de gouaches.
Ainsi, de 1932 à 1984, elle a exposé une soixantaine de fois, tant à Paris qu'en province. Elle participe 3 fois au Salon d'automne et 2 fois au Salon de la Marine ainsi qu'au Salon Le Sport dans l'Art.
Une trentaine d’œuvres ont fait l'objet d'achats officiels. L’État achète six fois des œuvres de Germaine Gardey, la Ville de Paris, celle de Colombes, celle de Vincennes ainsi que l'Ile de Groix en acquièrent à trois reprises.
Depuis sa disparition, plusieurs de ses œuvres ont été exposées :

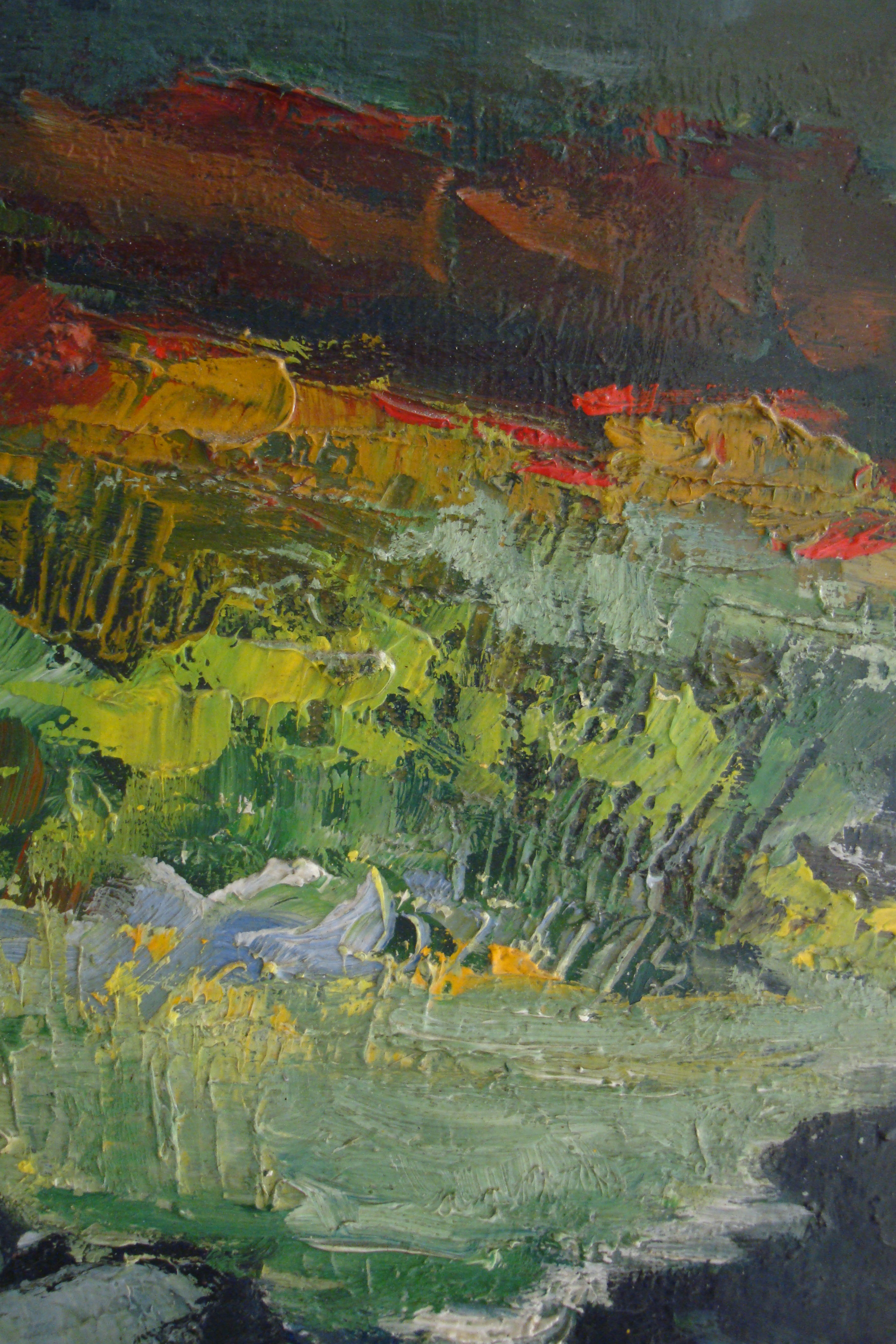

- 2001 : "Groix dans les années cinquante" à l'Écomusée de l'île de Groix
- 2005 : quelques gouaches présentées dans l'exposition consacrée à André Dauchez à Larmor-Plage
- 2013 : "Femmes artistes en Bretagne" au Musée du Faouët
- 2014 : Galerie "L’École des Filles" à Huelgoat

## Critiques
- 1944 "...sa facture est absolument étonnante. Bien des peintres n'ont pas sa virilité de construction et d'expression. Ses paysages sont traités avec la même puissance et sans la moindre concession au goût du jour, non plus qu'au joli désirable. Une artiste vraiment forte et originale." René Viard
- 1945 Germaine Gardey sans jamais lâcher pied, sans quitter la nature qui est un merveilleux répertoire de formes, parvient à la plier aux exigences de son tempérament. Elle réduit le monde des apparences à l'état de peinture. C'est dire qu'elle va sur le motif et peint ce qu'elle a sous les yeux avec humilité, avec tendresse et avec recueillement."

Résistance
- 1946 "La Galerie 7 présente... des tableaux où, dans une matière de somptuosité assourdie, Madame Gardey exprime le lyrisme mélancolique des grands arbres et de la mer, et groupe avec aisance de nombreux personnages" Le Monde
- 1946 "La peinture de Madame Gardey conserve des qualités féminines la sensibilité, malgré la truculence de sa pâte. Il faut aimer profondément la peinture pour s'exprimer avec autant de franchise et de sensualité. Dans ses paysages, si l'on peut dire, on respire les odeurs de la terre ou des fleurs chauffées par un soleil d'été, le grand soleil, celui que les peintres vénèrent avec tant d'amour." La France au combat
- 1948 Je dessine -- Genève. Cette revue publie une interview intitulée "Germaine Gardey ou le peintre évadé de la sculpture" dans son numéro du 8 avril